# Teleborgs naturreservat
Teleborg är ett naturreservat i Växjö socken i Växjö kommun i Småland (Kronobergs län).
Reservatet är beläget i stadsdelen Teleborgs östra delar i Växjö. Det ligger kring Teleborgs vattentorn och avgränsas i väster och norr av bebyggelse och i öster av sjön Trummen. Det finns kuperad terrängen och det finns öppna fält, blomrika hagmarker, lövridåer och barrskog. Nere vid Trummen ligger våtmark som också är ett fågelskyddsområde. Där finns fågeltorn. I våtmarken häckar bland annat trana, storspov och brun kärrhök. Sävsparv och rörsångare är vanliga småfåglar i vassen.
I reservatets södra del ligger Knutsgård med kulturhistoriskt intressanta byggnader. Gården har anor från medeltiden men flyttades till nuvarande plats i samband med laga skiftet på 1800-talet. Knutsgård är också en av entréerna till reservatet. Markerna kring Teleborg har varit bebodda och brukade ända sedan stenåldern. De äldsta spåren av människor är två gravfält från yngre järnåldern. Från senare tid finns kulturhistoriska spår såsom stengärden, rösen och en fägata.
Betesmarkerna i reservatet är rester av slåtterängar. Där växer bland annat gullviva, jungfrulin, ängsvädd och slåttergubbe. Området är  rika på grova lövträd, ek, samt vildaplar och hassel. På de grova träden växer lavar och mossor. Puderfläck och fällmossa kan nämnas.
Reservatet är skyddat sedan 1990 och omfattar 83 hektar.

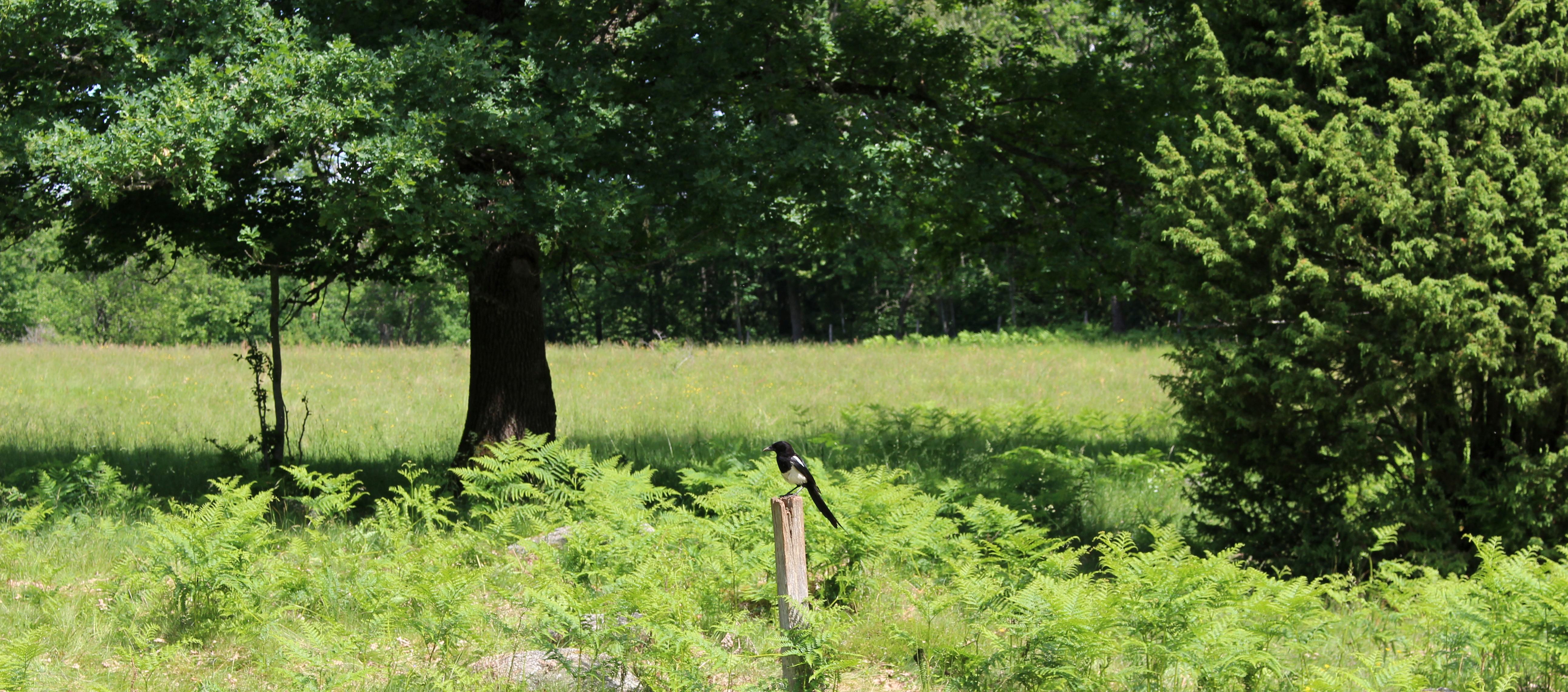
Fågel i Teleborgs naturreservat.
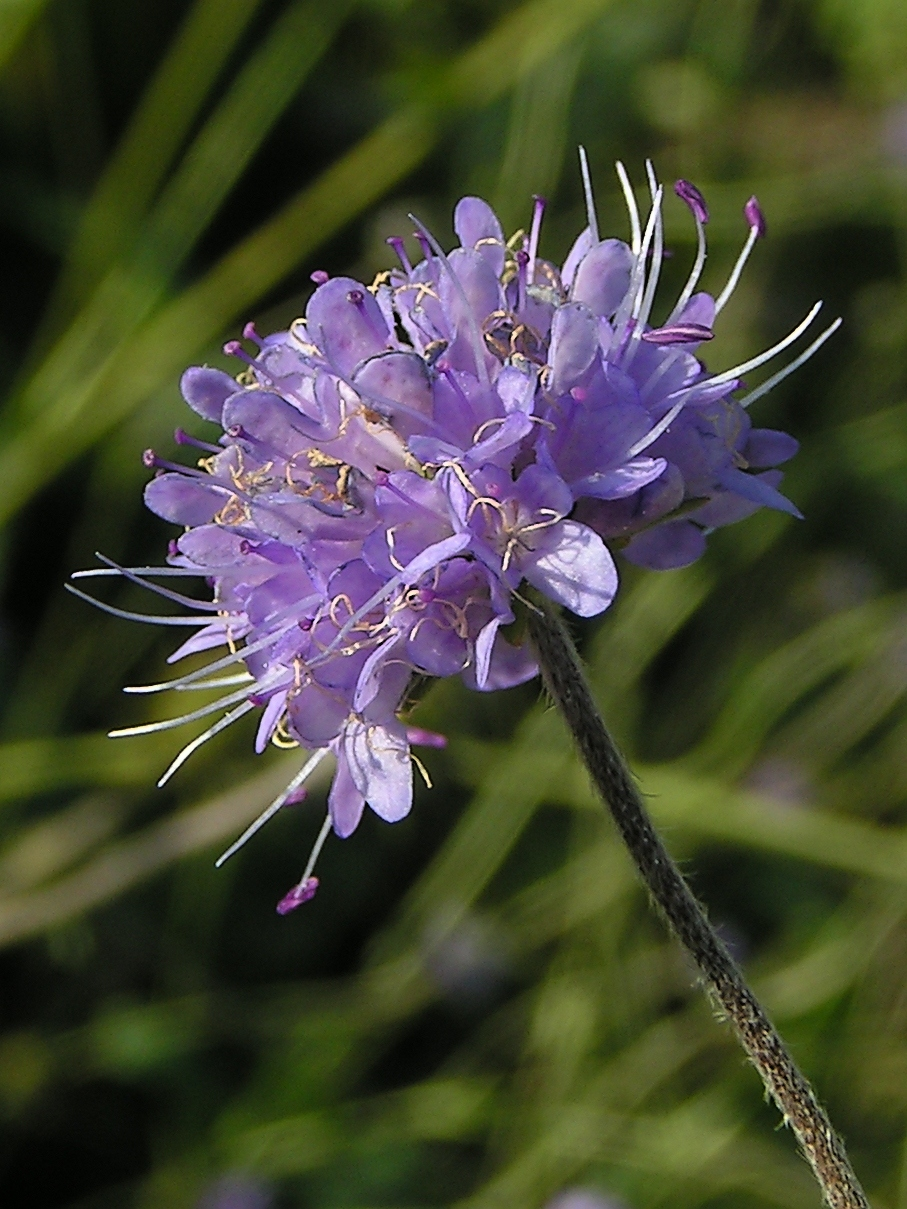
Ängsvädd.